# Formocryptus pulcherrimus
Formocryptus pulcherrimus är en stekelart som först beskrevs av Cameron 1904.  Formocryptus pulcherrimus ingår i släktet Formocryptus och familjen brokparasitsteklar. Inga underarter finns listade i Catalogue of Life.